# چدلتون
چدلتون (به انگلیسی: Cheddleton) یک روستا و محله مدنی در بریتانیا است که در استافوردشر مورلندز واقع شده‌است. چدلتون ۶٬۳۱۱ نفر جمعیت دارد.